# Eleições parlamentares europeias de 2014 no distrito de Leiria
| Eleições parlamentares europeias de 2014 por Portugal Distritos: Aveiro \| Beja \| Braga \| Bragança \| Castelo Branco \| Coimbra \| Évora \| Faro \| Guarda \| Leiria \| Lisboa \| Portalegre \| Porto \| Santarém \| Setúbal \| Viana do Castelo \| Vila Real \| Viseu \| Açores \| Madeira \| Estrangeiro |

## Resultados por concelho
Os resultados nos concelhos do Distrito de Leiria foram os seguintes:

### Alcobaça
| Partido                 | Partido                               | Votos  | %               | +/-  |
| ----------------------- | ------------------------------------- | ------ | --------------- | ---- |
|                         | Aliança Portugal                      | 6 647  | 38,51 / 100,00  | 8,54 |
|                         | Partido Socialista                    | 4 431  | 25,67 / 100,00  | 4,00 |
|                         | Coligação Democrática Unitária        | 1 294  | 7,50 / 100,00   | 1,49 |
|                         | Partido da Terra                      | 1 054  | 6,11 / 100,00   | 5,43 |
|                         | Bloco de Esquerda                     | 593    | 3,44 / 100,00   | 5,63 |
|                         | LIVRE/Tempo de Avançar                | 371    | 2,15 / 100,00   | Novo |
|                         | Partido pelos Animais e pela Natureza | 245    | 1,42 / 100,00   | Novo |
|                         | PCTP/MRPP                             | 219    | 1,27 / 100,00   | 0,31 |
|                         | Outros                                | 561    | 3,25 / 100,00   |      |
| Votos Inválidos         | Votos Inválidos                       | 1 847  | 10,70 / 100,00  | 0,12 |
| Total                   | Total                                 | 17 262 | 100,00 / 100,00 |      |
| Eleitorado/Participação | Eleitorado/Participação               | 49 162 | 35,11 / 100,00  | 3,04 |

| Freguesia              | %     | %     | %     | %    | %    | %    | %    | %    | Votantes |
| Freguesia              | AP    | PS    | CDU   | MPT  | BE   | L    | PAN  | PCTP | Votantes |
| ---------------------- | ----- | ----- | ----- | ---- | ---- | ---- | ---- | ---- | -------- |
| Alcobaça e Vestiaria   | 30,48 | 28,50 | 12,52 | 6,63 | 4,10 | 2,67 | 1,29 | 1,29 | 2 172    |
| Alfeizerão             | 42,68 | 29,09 | 3,66  | 5,78 | 2,60 | 2,12 | 0,87 | 0,96 | 1 038    |
| Aljubarrota            | 36,77 | 25,49 | 7,76  | 6,06 | 3,98 | 1,76 | 1,04 | 1,37 | 1 534    |
| Bárrio                 | 31,99 | 34,55 | 8,96  | 3,84 | 2,74 | 0,73 | 1,28 | 1,65 | 547      |
| Benedita               | 47,76 | 16,39 | 4,14  | 7,66 | 3,04 | 2,76 | 2,14 | 0,62 | 2 898    |
| Cela                   | 40,04 | 25,30 | 9,46  | 4,29 | 2,97 | 1,54 | 1,10 | 1,32 | 909      |
| Cós, Alpedriz e Montes | 25,62 | 37,79 | 8,37  | 5,78 | 2,89 | 2,49 | 1,30 | 1,99 | 1 003    |
| Évora de Alcobaça      | 45,05 | 25,93 | 4,24  | 5,12 | 2,42 | 1,41 | 1,14 | 0,88 | 1 485    |
| Maiorga                | 19,61 | 38,63 | 12,04 | 6,39 | 4,16 | 2,67 | 1,19 | 2,38 | 673      |
| Pataias e Martingança  | 23,98 | 33,46 | 11,94 | 6,93 | 5,01 | 1,87 | 1,18 | 1,87 | 2 035    |
| São Martinho do Porto  | 32,10 | 30,96 | 6,75  | 7,90 | 5,61 | 1,91 | 2,80 | 1,66 | 785      |
| Turquel                | 54,37 | 12,71 | 3,96  | 5,21 | 2,71 | 2,71 | 1,39 | 1,04 | 1 440    |
| Vimeiro                | 63,80 | 12,65 | 3,90  | 2,69 | 1,08 | 1,35 | 1,08 | 0,94 | 743      |
| Alcobaça               | 38,51 | 25,67 | 7,50  | 6,11 | 3,44 | 2,15 | 1,42 | 1,27 | 17 262   |

### Alvaiázere
| Partido                 | Partido                        | Votos | %               | +/-   |
| ----------------------- | ------------------------------ | ----- | --------------- | ----- |
|                         | Aliança Portugal               | 1 435 | 57,96 / 100,00  | 14,35 |
|                         | Partido Socialista             | 429   | 17,33 / 100,00  | 4,83  |
|                         | Partido da Terra               | 146   | 5,90 / 100,00   | 5,58  |
|                         | Bloco de Esquerda              | 50    | 2,02 / 100,00   | 1,17  |
|                         | Coligação Democrática Unitária | 49    | 1,98 / 100,00   | 0,19  |
|                         | PCTP/MRPP                      | 36    | 1,45 / 100,00   | 0,95  |
|                         | LIVRE/Tempo de Avançar         | 25    | 1,01 / 100,00   | Novo  |
|                         | Partido da Nova Democracia     | 25    | 1,01 / 100,00   | -     |
|                         | Outros                         | 68    | 2,74 / 100,00   |       |
| Votos Inválidos         | Votos Inválidos                | 213   | 8,60 / 100,00   | 2,00  |
| Total                   | Total                          | 2 476 | 100,00 / 100,00 |       |
| Eleitorado/Participação | Eleitorado/Participação        | 6 892 | 35,93 / 100,00  | 0,98  |

| Freguesia           | %     | %     | %    | %    | %    | %    | %    | %    | Votantes |
| Freguesia           | AP    | PS    | MPT  | BE   | CDU  | PCTP | L    | PND  | Votantes |
| ------------------- | ----- | ----- | ---- | ---- | ---- | ---- | ---- | ---- | -------- |
| Almoster            | 61,07 | 19,64 | 5,36 | 0,36 | 1,43 | 0,36 | 2,14 | 0,36 | 280      |
| Alvaiázere          | 52,27 | 17,72 | 7,91 | 2,64 | 2,91 | 0,88 | 1,17 | 1,02 | 683      |
| Maçãs de Dona Maria | 61,38 | 16,19 | 3,85 | 1,60 | 2,56 | 0,80 | 0,64 | 1,12 | 624      |
| Pelmá               | 70,80 | 14,23 | 1,46 | 2,19 | 1,09 | 0,73 | 1,09 | 1,09 | 274      |
| Pussos São Pedro    | 53,66 | 18,37 | 7,97 | 2,44 | 1,14 | 3,58 | 0,65 | 0,98 | 615      |
| Alvaiázere          | 57,96 | 17,33 | 5,90 | 2,02 | 1,98 | 1,45 | 1,01 | 1,01 | 2 476    |

### Ansião
| Partido                 | Partido                               | Votos  | %               | +/-   |
| ----------------------- | ------------------------------------- | ------ | --------------- | ----- |
|                         | Aliança Portugal                      | 1 923  | 46,79 / 100,00  | 14,66 |
|                         | Partido Socialista                    | 1 011  | 24,60 / 100,00  | 4,46  |
|                         | Partido da Terra                      | 291    | 7,08 / 100,00   | 6,55  |
|                         | Coligação Democrática Unitária        | 173    | 4,21 / 100,00   | 1,95  |
|                         | Bloco de Esquerda                     | 75     | 1,82 / 100,00   | 3,15  |
|                         | LIVRE/Tempo de Avançar                | 57     | 1,39 / 100,00   | Novo  |
|                         | Partido pelos Animais e pela Natureza | 50     | 1,22 / 100,00   | Novo  |
|                         | Outros                                | 183    | 4,45 / 100,00   |       |
| Votos Inválidos         | Votos Inválidos                       | 347    | 8,44 / 100,00   | 1,28  |
| Total                   | Total                                 | 4 110  | 100,00 / 100,00 |       |
| Eleitorado/Participação | Eleitorado/Participação               | 12 101 | 33,96 / 100,00  | 5,79  |

| Freguesia          | %     | %     | %    | %    | %    | %    | %    | Votantes |
| Freguesia          | AP    | PS    | MPT  | CDU  | BE   | L    | PAN  | Votantes |
| ------------------ | ----- | ----- | ---- | ---- | ---- | ---- | ---- | -------- |
| Alvorge            | 49,61 | 27,53 | 3,38 | 1,30 | 1,04 | 1,04 | 0,26 | 385      |
| Ansião             | 35,53 | 29,89 | 9,02 | 5,73 | 2,63 | 1,60 | 2,35 | 1 064    |
| Avelar             | 39,75 | 29,89 | 7,98 | 5,16 | 1,41 | 1,56 | 1,56 | 639      |
| Chão de Couce      | 48,87 | 19,49 | 6,78 | 5,23 | 3,11 | 0,85 | 0,99 | 708      |
| Pousaflores        | 50,39 | 23,91 | 7,71 | 3,86 | 1,54 | 1,54 | 1,03 | 389      |
| Santiago da Guarda | 60,32 | 17,84 | 5,73 | 2,38 | 0,65 | 1,41 | 0,32 | 925      |
| Ansião             | 46,79 | 24,60 | 7,08 | 4,21 | 1,82 | 1,39 | 1,22 | 4 110    |

### Batalha
| Partido                 | Partido                               | Votos  | %               | +/-   |
| ----------------------- | ------------------------------------- | ------ | --------------- | ----- |
|                         | Aliança Portugal                      | 2 455  | 46,93 / 100,00  | 10,73 |
|                         | Partido Socialista                    | 895    | 17,11 / 100,00  | 2,73  |
|                         | Partido da Terra                      | 386    | 7,38 / 100,00   | 6,51  |
|                         | Coligação Democrática Unitária        | 214    | 4,09 / 100,00   | 1,69  |
|                         | Bloco de Esquerda                     | 209    | 4,00 / 100,00   | 4,94  |
|                         | LIVRE/Tempo de Avançar                | 85     | 1,62 / 100,00   | Novo  |
|                         | Partido pelos Animais e pela Natureza | 75     | 1,43 / 100,00   | Novo  |
|                         | Partido da Nova Democracia            | 64     | 1,22 / 100,00   | -     |
|                         | Outros                                | 178    | 3,41 / 100,00   |       |
| Votos Inválidos         | Votos Inválidos                       | 670    | 12,81 / 100,00  | 1,96  |
| Total                   | Total                                 | 5 231  | 100,00 / 100,00 |       |
| Eleitorado/Participação | Eleitorado/Participação               | 14 210 | 36,81 / 100,00  | 6,53  |

| Freguesia         | %     | %     | %    | %    | %    | %    | %    | %    | Votantes |
| Freguesia         | AP    | PS    | MPT  | CDU  | BE   | L    | PAN  | PND  | Votantes |
| ----------------- | ----- | ----- | ---- | ---- | ---- | ---- | ---- | ---- | -------- |
| Batalha           | 40,60 | 20,26 | 8,59 | 5,59 | 5,23 | 1,99 | 1,58 | 1,13 | 2 468    |
| Golpilheira       | 47,83 | 15,83 | 5,74 | 5,57 | 4,17 | 1,57 | 0,52 | 1,04 | 575      |
| Reguengo do Fetal | 43,19 | 20,36 | 7,57 | 3,30 | 3,85 | 1,65 | 1,51 | 1,24 | 727      |
| São Mamede        | 59,14 | 10,68 | 5,89 | 1,37 | 1,92 | 1,03 | 1,51 | 1,44 | 1 461    |
| Batalha           | 46,93 | 17,11 | 7,38 | 4,09 | 4,00 | 1,62 | 1,43 | 1,22 | 5 231    |

### Bombarral
| Partido                 | Partido                               | Votos  | %               | +/-   |
| ----------------------- | ------------------------------------- | ------ | --------------- | ----- |
|                         | Aliança Portugal                      | 1 142  | 30,81 / 100,00  | 11,70 |
|                         | Partido Socialista                    | 966    | 26,07 / 100,00  | 3,68  |
|                         | Coligação Democrática Unitária        | 550    | 14,84 / 100,00  | 4,28  |
|                         | Partido da Terra                      | 252    | 6,80 / 100,00   | 5,97  |
|                         | Bloco de Esquerda                     | 115    | 3,10 / 100,00   | 6,33  |
|                         | LIVRE/Tempo de Avançar                | 73     | 1,97 / 100,00   | Novo  |
|                         | Partido pelos Animais e pela Natureza | 62     | 1,67 / 100,00   | Novo  |
|                         | PCTP/MRPP                             | 59     | 1,59 / 100,00   | 0,43  |
|                         | Outros                                | 133    | 3,59 / 100,00   |       |
| Votos Inválidos         | Votos Inválidos                       | 354    | 9,55 / 100,00   | 0,03  |
| Total                   | Total                                 | 3 706  | 100,00 / 100,00 |       |
| Eleitorado/Participação | Eleitorado/Participação               | 11 782 | 31,45 / 100,00  | 2,95  |

| Freguesia             | %     | %     | %     | %    | %    | %    | %    | %    | Votantes |
| Freguesia             | AP    | PS    | CDU   | MPT  | BE   | L    | PAN  | PCTP | Votantes |
| --------------------- | ----- | ----- | ----- | ---- | ---- | ---- | ---- | ---- | -------- |
| Bombarral e Vale Covo | 25,82 | 26,75 | 16,99 | 7,24 | 3,95 | 2,67 | 1,95 | 1,33 | 1 948    |
| Carvalhal             | 33,93 | 28,59 | 8,89  | 6,35 | 2,54 | 1,65 | 2,03 | 2,03 | 787      |
| Pó                    | 52,38 | 17,14 | 10,48 | 4,29 | 2,38 | 0,48 | 0    | 0,48 | 210      |
| Roliça                | 34,43 | 24,18 | 16,69 | 6,83 | 1,71 | 0,92 | 1,05 | 2,10 | 761      |
| Bombarral             | 30,81 | 26,07 | 14,84 | 6,80 | 3,10 | 1,97 | 1,67 | 1,59 | 3 706    |

### Caldas da Rainha
| Partido                 | Partido                               | Votos  | %               | +/-   |
| ----------------------- | ------------------------------------- | ------ | --------------- | ----- |
|                         | Aliança Portugal                      | 5 332  | 36,11 / 100,00  | 10,24 |
|                         | Partido Socialista                    | 3 783  | 25,62 / 100,00  | 4,64  |
|                         | Coligação Democrática Unitária        | 1 265  | 8,57 / 100,00   | 2,44  |
|                         | Partido da Terra                      | 1 069  | 7,24 / 100,00   | 6,46  |
|                         | Bloco de Esquerda                     | 661    | 4,48 / 100,00   | 7,81  |
|                         | LIVRE/Tempo de Avançar                | 405    | 2,74 / 100,00   | Novo  |
|                         | Partido pelos Animais e pela Natureza | 281    | 1,90 / 100,00   | Novo  |
|                         | PCTP/MRPP                             | 188    | 1,27 / 100,00   | 0,27  |
|                         | Outros                                | 485    | 3,28 / 100,00   |       |
| Votos Inválidos         | Votos Inválidos                       | 1 299  | 8,79 / 100,00   | 0,18  |
| Total                   | Total                                 | 14 768 | 100,00 / 100,00 |       |
| Eleitorado/Participação | Eleitorado/Participação               | 45 557 | 32,42 / 100,00  | 2,39  |

| Freguesia                                        | %     | %     | %     | %     | %    | %    | %    | %    | Votantes |
| Freguesia                                        | AP    | PS    | CDU   | MPT   | BE   | L    | PAN  | PCTP | Votantes |
| ------------------------------------------------ | ----- | ----- | ----- | ----- | ---- | ---- | ---- | ---- | -------- |
| A dos Francos                                    | 44,40 | 22,95 | 5,97  | 6,34  | 2,05 | 1,87 | 2,61 | 1,31 | 536      |
| Alvorninha                                       | 50,06 | 22,66 | 4,27  | 4,86  | 3,32 | 1,07 | 1,30 | 0,83 | 843      |
| Caldas da Rainha - Santo Onofre e Serra do Bouro | 25,02 | 30,29 | 13,47 | 6,68  | 5,93 | 3,33 | 2,21 | 1,58 | 3 037    |
| Carvalhal Benfeito                               | 64,50 | 13,55 | 1,90  | 4,34  | 1,63 | 1,36 | 1,08 | 1,08 | 369      |
| Foz do Arelho                                    | 35,56 | 25,54 | 5,73  | 10,74 | 5,25 | 2,15 | 1,91 | 1,67 | 419      |
| Landal                                           | 56,63 | 19,06 | 3,04  | 4,14  | 1,93 | 1,10 | 1,10 | 0,83 | 362      |
| Nadadouro                                        | 39,07 | 18,87 | 8,44  | 11,59 | 3,81 | 3,48 | 1,82 | 1,49 | 604      |
| Nossa Senhora do Pópulo, Coto e São Gregório     | 32,77 | 27,23 | 8,92  | 7,67  | 4,80 | 3,42 | 1,86 | 1,18 | 5 267    |
| Salir de Matos                                   | 39,21 | 25,66 | 5,10  | 8,16  | 3,79 | 2,19 | 2,04 | 1,31 | 686      |
| Santa Catarina                                   | 54,93 | 13,53 | 5,47  | 6,07  | 1,79 | 1,59 | 1,69 | 0,70 | 1 005    |
| Tornada e Salir do Porto                         | 27,43 | 30,54 | 9,57  | 8,93  | 5,82 | 1,75 | 2,23 | 1,20 | 1 254    |
| Vidais                                           | 50,00 | 20,73 | 3,89  | 3,11  | 3,63 | 3,37 | 1,30 | 2,59 | 386      |
| Caldas da Rainha                                 | 36,11 | 25,62 | 8,57  | 7,24  | 4,48 | 2,74 | 1,90 | 1,27 | 14 768   |

### Castanheira de Pêra
| Partido                 | Partido                        | Votos | %               | +/-  |
| ----------------------- | ------------------------------ | ----- | --------------- | ---- |
|                         | Partido Socialista             | 474   | 47,98 / 100,00  | 8,60 |
|                         | Aliança Portugal               | 251   | 25,40 / 100,00  | 7,48 |
|                         | Coligação Democrática Unitária | 57    | 5,77 / 100,00   | 0,63 |
|                         | Partido da Terra               | 49    | 4,96 / 100,00   | 4,62 |
|                         | Bloco de Esquerda              | 34    | 3,44 / 100,00   | 4,99 |
|                         | PCTP/MRPP                      | 16    | 1,62 / 100,00   | 0,23 |
|                         | Outros                         | 40    | 4,05 / 100,00   |      |
| Votos Inválidos         | Votos Inválidos                | 67    | 6,78 / 100,00   | 3,17 |
| Total                   | Total                          | 988   | 100,00 / 100,00 |      |
| Eleitorado/Participação | Eleitorado/Participação        | 2 889 | 34,20 / 100,00  | 1,62 |

| Freguesia                      | %     | %     | %    | %    | %    | %    | Votantes |
| Freguesia                      | PS    | AP    | CDU  | MPT  | BE   | PCTP | Votantes |
| ------------------------------ | ----- | ----- | ---- | ---- | ---- | ---- | -------- |
| Castanheira de Pera e Coentral | 47,98 | 25,40 | 5,77 | 4,96 | 3,44 | 1,62 | 988      |
| Castanheira de Pera            | 47,98 | 25,40 | 5,77 | 4,96 | 3,44 | 1,62 | 988      |

### Figueiró dos Vinhos
| Partido                 | Partido                               | Votos | %               | +/-   |
| ----------------------- | ------------------------------------- | ----- | --------------- | ----- |
|                         | Aliança Portugal                      | 898   | 39,61 / 100,00  | 18,51 |
|                         | Partido Socialista                    | 732   | 32,29 / 100,00  | 8,21  |
|                         | Partido da Terra                      | 129   | 5,69 / 100,00   | 5,37  |
|                         | Coligação Democrática Unitária        | 86    | 3,79 / 100,00   | 0,85  |
|                         | Bloco de Esquerda                     | 58    | 2,56 / 100,00   | 2,19  |
|                         | Partido da Nova Democracia            | 29    | 1,28 / 100,00   | -     |
|                         | Partido pelos Animais e pela Natureza | 23    | 1,01 / 100,00   | Novo  |
|                         | Outros                                | 101   | 4,44 / 100,00   |       |
| Votos Inválidos         | Votos Inválidos                       | 211   | 9,31 / 100,00   | 2,25  |
| Total                   | Total                                 | 2 267 | 100,00 / 100,00 |       |
| Eleitorado/Participação | Eleitorado/Participação               | 6 098 | 37,18 / 100,00  | 5,07  |

| Freguesia                       | %     | %     | %    | %    | %    | %    | %    | Votantes |
| Freguesia                       | AP    | PS    | MPT  | CDU  | BE   | PND  | PAN  | Votantes |
| ------------------------------- | ----- | ----- | ---- | ---- | ---- | ---- | ---- | -------- |
| Aguda                           | 46,04 | 26,77 | 7,92 | 3,21 | 1,50 | 2,14 | 0,43 | 467      |
| Arega                           | 43,28 | 30,75 | 1,79 | 2,39 | 3,58 | 1,49 | 0,30 | 335      |
| Campelo                         | 38,53 | 41,28 | 4,59 | 6,42 | 0,92 | 0,92 | 0,92 | 109      |
| Figueiró dos Vinhos e Bairradas | 36,58 | 33,85 | 5,97 | 4,13 | 2,80 | 0,96 | 1,40 | 1 356    |
| Figueiró dos Vinhos             | 39,61 | 32,29 | 5,69 | 3,79 | 2,56 | 1,28 | 1,01 | 2 267    |

### Leiria
| Partido                 | Partido                               | Votos   | %               | +/-   |
| ----------------------- | ------------------------------------- | ------- | --------------- | ----- |
|                         | Aliança Portugal                      | 15 625  | 39,95 / 100,00  | 10,79 |
|                         | Partido Socialista                    | 8 493   | 21,71 / 100,00  | 3,79  |
|                         | Partido da Terra                      | 2 625   | 6,71 / 100,00   | 6,01  |
|                         | Coligação Democrática Unitária        | 2 242   | 5,73 / 100,00   | 1,80  |
|                         | Bloco de Esquerda                     | 1 864   | 4,77 / 100,00   | 6,07  |
|                         | LIVRE/Tempo de Avançar                | 976     | 2,50 / 100,00   | Novo  |
|                         | Partido pelos Animais e pela Natureza | 738     | 1,89 / 100,00   | Novo  |
|                         | PCTP/MRPP                             | 435     | 1,11 / 100,00   | 0,37  |
|                         | Outros                                | 1 468   | 3,75 / 100,00   |       |
| Votos Inválidos         | Votos Inválidos                       | 4 648   | 11,88 / 100,00  | 1,02  |
| Total                   | Total                                 | 39 114  | 100,00 / 100,00 |       |
| Eleitorado/Participação | Eleitorado/Participação               | 113 031 | 34,60 / 100,00  | 4,37  |

| Freguesia                         | %     | %     | %    | %    | %    | %    | %    | %    | Votantes |
| Freguesia                         | AP    | PS    | MPT  | CDU  | BE   | L    | PAN  | PCTP | Votantes |
| --------------------------------- | ----- | ----- | ---- | ---- | ---- | ---- | ---- | ---- | -------- |
| Amor                              | 35,50 | 21,83 | 5,50 | 7,33 | 5,11 | 3,13 | 1,45 | 1,53 | 1 310    |
| Arrabal                           | 48,93 | 16,27 | 6,65 | 3,68 | 2,76 | 2,66 | 1,23 | 0,82 | 977      |
| Bajouca                           | 68,02 | 6,59  | 3,85 | 1,43 | 1,98 | 1,98 | 1,76 | 0,33 | 910      |
| Bidoeira de Cima                  | 65,33 | 6,45  | 3,30 | 1,58 | 2,15 | 2,01 | 1,00 | 0,43 | 698      |
| Caranguejeira                     | 60,81 | 10,49 | 5,24 | 2,19 | 1,96 | 1,96 | 1,67 | 0,75 | 1 735    |
| Coimbrão                          | 32,74 | 31,13 | 5,01 | 3,76 | 3,58 | 1,43 | 1,61 | 0,89 | 559      |
| Colmeias e Memória                | 57,73 | 16,49 | 6,53 | 2,32 | 2,15 | 1,03 | 0,95 | 0,77 | 1 164    |
| Leiria, Pousos, Barreira e Cortes | 32,84 | 24,61 | 7,88 | 7,17 | 6,40 | 3,10 | 2,23 | 0,90 | 9 966    |
| Maceira                           | 29,08 | 29,40 | 7,26 | 7,20 | 4,83 | 2,33 | 1,56 | 2,33 | 3 085    |
| Marrazes e Barosa                 | 27,83 | 27,28 | 7,79 | 8,96 | 6,45 | 3,05 | 2,65 | 1,45 | 6 159    |
| Milagres                          | 45,63 | 18,12 | 7,14 | 3,97 | 4,37 | 1,72 | 0,53 | 0,79 | 756      |
| Monte Real e Carvide              | 33,69 | 27,15 | 6,65 | 5,24 | 5,30 | 2,65 | 1,07 | 1,46 | 1 775    |
| Monte Redondo e Carreira          | 44,04 | 21,28 | 4,81 | 5,47 | 3,28 | 1,86 | 1,48 | 1,09 | 1 828    |
| Parceiros e Azoia                 | 32,15 | 25,39 | 7,56 | 5,93 | 6,32 | 2,34 | 2,17 | 1,55 | 2 261    |
| Regueira de Pontes                | 38,22 | 21,04 | 5,78 | 4,74 | 4,00 | 2,67 | 2,52 | 0,74 | 675      |
| Santa Catarina da Serra e Chainça | 63,20 | 10,60 | 4,91 | 1,42 | 1,82 | 1,32 | 1,28 | 0,74 | 2 038    |
| Santa Eufémia e Boa Vista         | 56,80 | 12,29 | 4,51 | 3,13 | 3,13 | 2,04 | 2,11 | 0,44 | 1 375    |
| Souto da Carpalhosa e Ortigosa    | 54,86 | 13,35 | 6,19 | 2,71 | 2,01 | 1,84 | 1,68 | 0,54 | 1 843    |
| Leiria                            | 39,95 | 21,71 | 6,71 | 5,73 | 4,77 | 2,50 | 1,89 | 1,11 | 39 114   |

### Marinha Grande
| Partido                 | Partido                               | Votos  | %               | +/-  |
| ----------------------- | ------------------------------------- | ------ | --------------- | ---- |
|                         | Partido Socialista                    | 3 152  | 27,56 / 100,00  | 2,06 |
|                         | Coligação Democrática Unitária        | 2 930  | 25,62 / 100,00  | 4,15 |
|                         | Aliança Portugal                      | 1 752  | 15,32 / 100,00  | 7,19 |
|                         | Partido da Terra                      | 866    | 7,57 / 100,00   | 6,95 |
|                         | Bloco de Esquerda                     | 768    | 6,72 / 100,00   | 9,42 |
|                         | PCTP/MRPP                             | 262    | 2,29 / 100,00   | 0,80 |
|                         | LIVRE/Tempo de Avançar                | 217    | 1,90 / 100,00   | Novo |
|                         | Partido pelos Animais e pela Natureza | 205    | 1,79 / 100,00   | Novo |
|                         | Outros                                | 327    | 2,84 / 100,00   |      |
| Votos Inválidos         | Votos Inválidos                       | 958    | 8,38 / 100,00   | 0,69 |
| Total                   | Total                                 | 11 437 | 100,00 / 100,00 |      |
| Eleitorado/Participação | Eleitorado/Participação               | 33 633 | 34,01 / 100,00  | 2,03 |

| Freguesia        | %     | %     | %     | %    | %    | %    | %    | %    | Votantes |
| Freguesia        | PS    | CDU   | AP    | MPT  | BE   | PCTP | L    | PAN  | Votantes |
| ---------------- | ----- | ----- | ----- | ---- | ---- | ---- | ---- | ---- | -------- |
| Marinha Grande   | 26,57 | 27,13 | 14,95 | 7,84 | 6,72 | 2,24 | 1,93 | 1,91 | 9 291    |
| Moita            | 37,39 | 21,52 | 11,30 | 7,83 | 6,30 | 2,61 | 1,74 | 1,52 | 460      |
| Vieira de Leiria | 30,31 | 18,39 | 18,45 | 6,05 | 6,82 | 2,49 | 1,78 | 1,25 | 1 686    |
| Marinha Grande   | 27,56 | 25,62 | 15,32 | 7,57 | 6,72 | 2,29 | 1,90 | 1,79 | 11 437   |

### Nazaré
| Partido                 | Partido                               | Votos  | %               | +/-   |
| ----------------------- | ------------------------------------- | ------ | --------------- | ----- |
|                         | Partido Socialista                    | 1 422  | 37,99 / 100,00  | 10,12 |
|                         | Aliança Portugal                      | 780    | 20,84 / 100,00  | 12,58 |
|                         | Coligação Democrática Unitária        | 491    | 13,12 / 100,00  | 3,57  |
|                         | Partido da Terra                      | 302    | 8,07 / 100,00   | 7,50  |
|                         | Bloco de Esquerda                     | 222    | 5,93 / 100,00   | 8,75  |
|                         | PCTP/MRPP                             | 76     | 2,03 / 100,00   | 0,67  |
|                         | LIVRE/Tempo de Avançar                | 48     | 1,28 / 100,00   | Novo  |
|                         | Partido pelos Animais e pela Natureza | 42     | 1,12 / 100,00   | Novo  |
|                         | Outros                                | 82     | 2,19 / 100,00   |       |
| Votos Inválidos         | Votos Inválidos                       | 278    | 7,43 / 100,00   | 1,89  |
| Total                   | Total                                 | 3 743  | 100,00 / 100,00 |       |
| Eleitorado/Participação | Eleitorado/Participação               | 14 441 | 25,92 / 100,00  | 1,80  |

| Freguesia         | %     | %     | %     | %    | %    | %    | %    | %    | Votantes |
| Freguesia         | PS    | AP    | CDU   | MPT  | BE   | PCTP | L    | PAN  | Votantes |
| ----------------- | ----- | ----- | ----- | ---- | ---- | ---- | ---- | ---- | -------- |
| Famalicão         | 34,87 | 26,63 | 5,94  | 7,47 | 4,79 | 2,30 | 1,15 | 1,15 | 522      |
| Nazaré            | 42,36 | 18,55 | 12,68 | 7,98 | 6,43 | 1,90 | 1,47 | 1,29 | 2 318    |
| Valado dos Frades | 28,57 | 23,37 | 18,38 | 8,64 | 5,32 | 2,21 | 0,89 | 0,66 | 903      |
| Nazaré            | 37,99 | 20,84 | 13,12 | 8,07 | 5,93 | 2,03 | 1,28 | 1,12 | 3 743    |

### Óbidos
| Partido                 | Partido                               | Votos  | %               | +/-   |
| ----------------------- | ------------------------------------- | ------ | --------------- | ----- |
|                         | Partido Socialista                    | 1 035  | 30,96 / 100,00  | 4,41  |
|                         | Aliança Portugal                      | 968    | 28,96 / 100,00  | 12,18 |
|                         | Coligação Democrática Unitária        | 318    | 9,51 / 100,00   | 1,92  |
|                         | Partido da Terra                      | 229    | 6,85 / 100,00   | 6,08  |
|                         | Bloco de Esquerda                     | 153    | 4,58 / 100,00   | 5,50  |
|                         | LIVRE/Tempo de Avançar                | 81     | 2,42 / 100,00   | Novo  |
|                         | PCTP/MRPP                             | 63     | 1,88 / 100,00   | 0,94  |
|                         | Partido pelos Animais e pela Natureza | 46     | 1,38 / 100,00   | Novo  |
|                         | Outros                                | 121    | 3,63 / 100,00   |       |
| Votos Inválidos         | Votos Inválidos                       | 329    | 9,84 / 100,00   | 0,53  |
| Total                   | Total                                 | 3 343  | 100,00 / 100,00 |       |
| Eleitorado/Participação | Eleitorado/Participação               | 10 561 | 31,65 / 100,00  | 1,14  |

| Freguesia                                | %     | %     | %     | %    | %    | %    | %    | %    | Votantes |
| Freguesia                                | PS    | AP    | CDU   | MPT  | BE   | L    | PCTP | PAN  | Votantes |
| ---------------------------------------- | ----- | ----- | ----- | ---- | ---- | ---- | ---- | ---- | -------- |
| A-dos-Negros                             | 36,15 | 26,06 | 7,98  | 7,28 | 4,93 | 3,05 | 1,17 | 1,41 | 426      |
| Amoreira                                 | 29,60 | 32,49 | 5,42  | 9,03 | 6,14 | 1,44 | 1,08 | 1,08 | 277      |
| Gaeiras                                  | 33,50 | 25,19 | 9,57  | 5,54 | 4,91 | 2,77 | 2,14 | 2,27 | 794      |
| Olho Marinho                             | 29,71 | 22,29 | 19,71 | 4,57 | 4,00 | 3,43 | 2,86 | 2,00 | 350      |
| Santa Maria, São Pedro e Sobral da Lagoa | 31,09 | 25,96 | 9,56  | 9,36 | 4,93 | 2,52 | 2,01 | 1,01 | 994      |
| Usseira                                  | 17,79 | 51,60 | 4,98  | 3,56 | 2,49 | 0,71 | 2,14 | 0,36 | 281      |
| Vau                                      | 31,67 | 38,91 | 6,79  | 4,52 | 2,71 | 1,36 | 0,90 | 0,45 | 221      |
| Óbidos                                   | 30,96 | 28,96 | 9,51  | 6,85 | 4,58 | 2,42 | 1,88 | 1,38 | 3 343    |

### Pedrógão Grande
| Partido                 | Partido                        | Votos | %               | +/-   |
| ----------------------- | ------------------------------ | ----- | --------------- | ----- |
|                         | Aliança Portugal               | 504   | 44,64 / 100,00  | 16,71 |
|                         | Partido Socialista             | 277   | 24,53 / 100,00  | 6,89  |
|                         | Partido da Terra               | 122   | 10,81 / 100,00  | 10,42 |
|                         | Coligação Democrática Unitária | 36    | 3,19 / 100,00   | 0,10  |
|                         | Bloco de Esquerda              | 30    | 2,66 / 100,00   | 2,61  |
|                         | Partido da Nova Democracia     | 14    | 1,24 / 100,00   | -     |
|                         | Outros                         | 49    | 4,36 / 100,00   |       |
| Votos Inválidos         | Votos Inválidos                | 97    | 8,60 / 100,00   | 0,11  |
| Total                   | Total                          | 1 129 | 100,00 / 100,00 |       |
| Eleitorado/Participação | Eleitorado/Participação        | 3 544 | 31,86 / 100,00  | 6,45  |

| Freguesia       | %     | %     | %     | %    | %    | %    | Votantes |
| Freguesia       | AP    | PS    | MPT   | CDU  | BE   | PND  | Votantes |
| --------------- | ----- | ----- | ----- | ---- | ---- | ---- | -------- |
| Graça           | 48,65 | 27,48 | 4,95  | 2,25 | 0,45 | 2,70 | 222      |
| Pedrógão Grande | 42,73 | 24,18 | 13,35 | 2,82 | 3,56 | 0,89 | 674      |
| Vila Facaia     | 46,35 | 22,75 | 9,01  | 5,15 | 2,15 | 0,86 | 233      |
| Pedrógão Grande | 44,64 | 24,53 | 10,81 | 3,19 | 2,66 | 1,24 | 1 129    |

### Peniche
| Partido                 | Partido                               | Votos  | %               | +/-   |
| ----------------------- | ------------------------------------- | ------ | --------------- | ----- |
|                         | Partido Socialista                    | 2 159  | 30,33 / 100,00  | 6,28  |
|                         | Aliança Portugal                      | 1 886  | 26,49 / 100,00  | 10,24 |
|                         | Coligação Democrática Unitária        | 1 143  | 16,06 / 100,00  | 1,69  |
|                         | Partido da Terra                      | 469    | 6,59 / 100,00   | 6,02  |
|                         | Bloco de Esquerda                     | 275    | 3,86 / 100,00   | 6,45  |
|                         | Partido pelos Animais e pela Natureza | 147    | 2,06 / 100,00   | Novo  |
|                         | PCTP/MRPP                             | 146    | 2,05 / 100,00   | 0,46  |
|                         | LIVRE/Tempo de Avançar                | 118    | 1,66 / 100,00   | Novo  |
|                         | Outros                                | 193    | 2,71 / 100,00   |       |
| Votos Inválidos         | Votos Inválidos                       | 583    | 8,19 / 100,00   | 0,43  |
| Total                   | Total                                 | 7 119  | 100,00 / 100,00 |       |
| Eleitorado/Participação | Eleitorado/Participação               | 25 291 | 28,15 / 100,00  | 1,19  |

| Freguesia          | %     | %     | %     | %    | %    | %    | %    | %    | Votantes |
| Freguesia          | PS    | AP    | CDU   | MPT  | BE   | PAN  | PCTP | L    | Votantes |
| ------------------ | ----- | ----- | ----- | ---- | ---- | ---- | ---- | ---- | -------- |
| Atouguia da Baleia | 24,71 | 37,69 | 9,59  | 5,97 | 3,43 | 2,42 | 1,61 | 1,73 | 2 481    |
| Ferrel             | 43,91 | 19,26 | 8,32  | 7,86 | 3,54 | 2,00 | 1,54 | 1,23 | 649      |
| Peniche            | 31,03 | 20,77 | 21,94 | 6,98 | 4,28 | 1,75 | 2,42 | 1,70 | 3 596    |
| Serra d'El-Rei     | 36,90 | 20,10 | 15,78 | 4,83 | 3,31 | 2,80 | 2,29 | 1,53 | 393      |
| Peniche            | 30,33 | 26,49 | 16,06 | 6,59 | 3,86 | 2,06 | 2,05 | 1,66 | 7 119    |

### Pombal
| Partido                 | Partido                               | Votos  | %               | +/-  |
| ----------------------- | ------------------------------------- | ------ | --------------- | ---- |
|                         | Aliança Portugal                      | 6 118  | 46,05 / 100,00  | 9,76 |
|                         | Partido Socialista                    | 2 859  | 21,52 / 100,00  | 2,78 |
|                         | Partido da Terra                      | 858    | 6,46 / 100,00   | 5,77 |
|                         | Coligação Democrática Unitária        | 631    | 4,75 / 100,00   | 1,52 |
|                         | Bloco de Esquerda                     | 399    | 3,00 / 100,00   | 5,35 |
|                         | LIVRE/Tempo de Avançar                | 240    | 1,81 / 100,00   | Novo |
|                         | Partido da Nova Democracia            | 164    | 1,23 / 100,00   | -    |
|                         | PCTP/MRPP                             | 161    | 1,21 / 100,00   | 0,59 |
|                         | Partido pelos Animais e pela Natureza | 159    | 1,20 / 100,00   | Novo |
|                         | Outros                                | 331    | 2,49 / 100,00   |      |
| Votos Inválidos         | Votos Inválidos                       | 1 365  | 10,27 / 100,00  | 0,71 |
| Total                   | Total                                 | 13 285 | 100,00 / 100,00 |      |
| Eleitorado/Participação | Eleitorado/Participação               | 54 546 | 24,36 / 100,00  | 3,58 |

| Freguesia                                          | %     | %     | %    | %    | %    | %    | %    | %    | %    | Votantes |
| Freguesia                                          | AP    | PS    | MPT  | CDU  | BE   | L    | PND  | PCTP | PAN  | Votantes |
| -------------------------------------------------- | ----- | ----- | ---- | ---- | ---- | ---- | ---- | ---- | ---- | -------- |
| Abiul                                              | 61,55 | 14,26 | 4,87 | 3,25 | 2,53 | 1,26 | 1,26 | 0,36 | 0,18 | 554      |
| Almagreira                                         | 55,12 | 21,27 | 5,43 | 2,17 | 1,40 | 1,86 | 1,71 | 0,93 | 0,93 | 644      |
| Carnide                                            | 73,79 | 8,67  | 3,83 | 0,60 | 1,01 | 1,21 | 0,60 | 0,20 | 0,81 | 496      |
| Carriço                                            | 40,51 | 24,50 | 6,95 | 2,43 | 1,55 | 2,21 | 1,66 | 1,99 | 0,99 | 906      |
| Guia, Ilha e Mata Mourisca                         | 53,48 | 17,58 | 4,99 | 2,26 | 2,15 | 1,80 | 1,57 | 0,93 | 1,16 | 1 724    |
| Louriçal                                           | 45,04 | 19,75 | 6,72 | 4,87 | 4,20 | 1,85 | 1,01 | 1,60 | 1,51 | 1 190    |
| Meirinhas                                          | 62,86 | 12,00 | 4,38 | 4,38 | 1,71 | 1,14 | 0,76 | 1,52 | 0,76 | 525      |
| Pelariga                                           | 41,46 | 28,79 | 7,68 | 2,69 | 3,07 | 2,30 | 1,73 | 0,58 | 0,38 | 521      |
| Pombal                                             | 34,06 | 26,19 | 8,49 | 6,86 | 4,09 | 2,27 | 0,78 | 1,29 | 1,74 | 3 570    |
| Redinha                                            | 38,15 | 34,74 | 6,63 | 5,42 | 3,21 | 1,61 | 0,60 | 1,61 | 0,40 | 498      |
| Santiago e S. Simão de Litém e Albergaria dos Doze | 46,56 | 21,27 | 5,08 | 6,62 | 3,21 | 1,00 | 1,94 | 1,34 | 1,00 | 1 495    |
| Vermoil                                            | 51,84 | 16,26 | 5,34 | 6,73 | 2,67 | 1,91 | 1,02 | 1,52 | 1,40 | 787      |
| Vila Cã                                            | 46,67 | 19,47 | 8,27 | 4,27 | 3,73 | 1,33 | 2,13 | 0,53 | 1,33 | 375      |
| Pombal                                             | 46,05 | 21,52 | 6,46 | 4,75 | 3,00 | 1,81 | 1,23 | 1,21 | 1,20 | 13 285   |

### Porto de Mós
| Partido                 | Partido                               | Votos  | %               | +/-   |
| ----------------------- | ------------------------------------- | ------ | --------------- | ----- |
|                         | Aliança Portugal                      | 2 933  | 39,13 / 100,00  | 11,09 |
|                         | Partido Socialista                    | 1 822  | 24,31 / 100,00  | 4,77  |
|                         | Partido da Terra                      | 539    | 7,19 / 100,00   | 6,34  |
|                         | Coligação Democrática Unitária        | 402    | 5,36 / 100,00   | 1,08  |
|                         | Bloco de Esquerda                     | 300    | 4,00 / 100,00   | 5,51  |
|                         | LIVRE/Tempo de Avançar                | 175    | 2,33 / 100,00   | Novo  |
|                         | Partido pelos Animais e pela Natureza | 97     | 1,29 / 100,00   | Novo  |
|                         | Partido da Nova Democracia            | 89     | 1,19 / 100,00   | -     |
|                         | PCTP/MRPP                             | 80     | 1,07 / 100,00   | 0,07  |
|                         | Outros                                | 199    | 2,67 / 100,00   |       |
| Votos Inválidos         | Votos Inválidos                       | 860    | 11,48 / 100,00  | 0,85  |
| Total                   | Total                                 | 7 496  | 100,00 / 100,00 |       |
| Eleitorado/Participação | Eleitorado/Participação               | 21 631 | 34,65 / 100,00  | 5,40  |

| Freguesia          | %     | %     | %    | %    | %    | %    | %    | %    | %    | Votantes |
| Freguesia          | AP    | PS    | MPT  | CDU  | BE   | L    | PAN  | PND  | PCTP | Votantes |
| ------------------ | ----- | ----- | ---- | ---- | ---- | ---- | ---- | ---- | ---- | -------- |
| Alqueidão da Serra | 35,83 | 23,89 | 5,67 | 5,51 | 3,68 | 2,45 | 1,53 | 1,23 | 1,23 | 653      |
| Alvados e Alcaria  | 63,45 | 7,31  | 5,56 | 3,22 | 2,63 | 1,17 | 0,58 | 2,34 | 0,29 | 342      |
| Arrimal e Mendiga  | 43,91 | 20,26 | 5,43 | 4,41 | 3,96 | 2,20 | 1,17 | 1,03 | 0,59 | 681      |
| Calvaria de Cima   | 32,54 | 30,78 | 7,34 | 6,86 | 4,78 | 2,23 | 1,75 | 1,44 | 0,96 | 627      |
| Juncal             | 38,34 | 25,85 | 7,71 | 4,88 | 4,10 | 2,83 | 0,98 | 1,17 | 0,98 | 1 025    |
| Mira de Aire       | 30,21 | 31,80 | 9,21 | 6,44 | 5,10 | 2,26 | 2,01 | 1,26 | 1,26 | 1 195    |
| Pedreiras          | 41,36 | 22,59 | 8,30 | 5,58 | 2,45 | 1,36 | 0,95 | 1,22 | 1,36 | 735      |
| Porto de Mós       | 36,56 | 25,31 | 6,75 | 6,13 | 4,81 | 3,06 | 1,19 | 0,81 | 1,31 | 1 600    |
| São Bento          | 60,28 | 9,57  | 6,38 | 3,90 | 2,48 | 1,77 | 1,06 | 1,77 | 0    | 282      |
| Serro Ventoso      | 46,63 | 18,82 | 6,74 | 1,40 | 1,40 | 1,69 | 0,84 | 0,84 | 1,40 | 356      |
| Porto de Mós       | 39,13 | 24,31 | 7,19 | 5,36 | 4,00 | 2,33 | 1,29 | 1,19 | 1,07 | 7 496    |